# کوه ریچارد-مولارد
کوه ریچارد-مولارد (به لاتین: Mount Richard-Molard) یک کوه در گینه است که در ساحل عاج واقع شده‌است. کوه ریچارد-مولارد ۱٬۷۵۲ متر بالاتر از سطح دریا واقع شده‌است.